# L'ulivo e l'alloro
L'ulivo e l'alloro è un film del 1991 diretto da Antonio Maria Magro.

## Trama
Nella Ferrara del 1391 inizia la schermaglia dialettica fra l'insigne giurista Bartolomeo da Saliceto e il marchese Alberto V d'Este, con la richiesta a Papa Bonifacio IX dell'autorizzazione per fondare anche nella città estense uno «Studium generale», come allora venivano chiamate le università. Il sottile piano di Bartolomeo, transfuga da Bologna, dove aveva partecipato a un complotto contro il governo di questa città, a favore dei Visconti, viene avversato dall'amante del marchese, Isotta Albaresani, che preferirebbe invece che tutti gli sforzi del Signore di Ferrara e della diplomazia estense presso il Papa fossero concentrati sull'unico scopo di ottenere la legittimazione del figlio Nicolò, frutto della sua relazione con lo stesso Alberto V d'Este. Comprensibili i tumulti interiori della legittima moglie del marchese estense, Giovanna De' Roberti, che non era stata in grado di dare un erede al marito. Anche lei, però, deve piegare il proprio orgoglio di fronte alle esigenze politiche ed alle ambizioni della Casa d'Este. Ai Signori di Ferrara non mancano certo abilità ed opportunismo politico con i quali riescono a superare senza danni congiure e rivolte interne del popolo esasperato dall'eccessiva pressione delle tasse. Alberto d'Este, sicuro del proprio potere, può infatti permettersi di tenere a corte il giullare Pietro Montanaro, nonostante quest'ultimo si fosse dissociato da lui, fuggendo da Corte, al momento dell'insurrezione popolare.
Ragioni di Stato e ragioni del cuore, alla fine, vengono comunque salvaguardate entrambe. Il marchese d'Este, in coincidenza del Giubileo, recandosi in pellegrinaggio a Roma, ottiene infatti dal Papa sia la legittimazione del figlio Nicolò, futuro Nicolò III, sia la Bolla per la fondazione dell'Università di Ferrara.

## Produzione
- La sceneggiatura del film si avvale della consulenza storica della professoressa Francesca Bocchi.
- Il missaggio del film è stato curato da Fausto Achilli.
- Antonio Maria Magro ha diretto il doppiaggio con la CVD di Roma ed ha prestato la sua voce per la poesia di D’Annunzio su Ferrara.

## Critica
- Dario Zanelli, vice direttore del Resto del Carlino di Bologna [1], scrive: "Sbizzarrendosi in variazioni continue e giochi di bravura e momenti di scena ad effetto, la regia riesce a darci anche un ritratto affascinante, a colori per grande schermo, dei molteplici luoghi, universitari e non, di quella splendida città che è l'antica capitale del Ducato.”
- Giovanni Lugaresi, su Il Gazzettino[2], scrive: "Quando la storia si coniuga con lo spettacolo, può venir fuori un'opera di alto livello divulgativo. E certamente a questo miravano il regista Antonio Maria Magro e il produttore Flavio Bighinati [...] L'idea di mescolare sapientemente presente e passato, realizzando una sorta di film nel film, era indubbiamente felice. In linea di massima appare riuscita, stanti gli appassionati applausi del pubblico. [...] Le lunghe strade con gli acciottolati consumati dal tempo, le pietre secolari di case e palazzi di una Ferrara minore, sono la cornice dell'azione, immagini rese stupendamente dal direttore della fotografia Cesare Bastelli."
- Carlo Gulotta, su La Repubblica[3], scrive: "[...] C'è molto da dire su L'Ulivo e l'Alloro. L'idea del regista era quella di fotografare la Ferrara quattrocentesca e quella di oggi. [...] il film è comunque riuscito, grazie anche alla buona fotografia di Cesare Bastelli, a far rivivere l'indiretto contrasto tra il giurista Bartolomeo da Saliceto e Isotta Albaresani."
- Vittorio Monti, sul Corriere della Sera[4], scrive: "Un pubblico entustiasta alla sera-spettacolo che ha festeggiato la fondazione delle prestigiosa Università. [...] Gli intrighi della Corte Estense diventano un film. [...] Successo della protagonista Dalila di Lazzaro. [...] L'Università ha affidato alla fiction il suo compleanno. Anche questo dimostra che la storia cammina. La prima di L'Ulivo e l'Alloro – regista Antonio Maria Magro – dunque è stata un successone di pubblico."
- Candido Bonvicini, su Il Tempo di Roma[5], scrive: "[...] Il regista Antonio Maria Magro per correre dal passato al presente attraverso i sei secoli di storia dell'Ateneo estense, ha escogitato una serie di meccanismi narrativi decisamente originali. [...] Di 'porte temporali' il regista durante la lavorazione del film L'Ulivo e l'Alloro, ne ha attraversate parecchie, con un notevole senso della sorpresa, per compiere un viaggio nel tempo lungo seicento anni."
- Ugo Fasolis, sul Corriere del Ticino[6], scrive: "[...] Noto anche nella Svizzera italiana per la sua attività di attore di prosa radiofonica, Magro può annoverarsi tra i giovani registi cinematografici e televisivi più promettenti in Italia. [...] un'opera cinematografica di severo equilibrio stilistico. Realizzata con professionalità e con molte coerenze. [...] Il ritmo del montaggio è sempre così attentamente danzato che l'armonia vince la sorpresa."
- Dal mensile del VI Centenario dell'Università di Ferrara: "Antonio Maria Magro è riuscito nell'intento di rendere un pregevole omaggio alla città e di documentare un'epoca storicamente importante per le fortune dell'Ateneo amalgamando, con estro e fantasia, suoni e colori, volti e caratteri in un film documento lodevole e incantato."

## Riconoscimenti
- Premio speciale della giuria al Garda Film Festival
- Premio alla produzione al Festival del cinema di Salerno
- Premio Airone d'oro al Festival Internazionale di Montecatini - Miglior soggetto originale
- Premio speciale della giuria al Vienna International Film Festival [7]